# باشگاه فوتبال بوکا
باشگاه فوتبال بوکا یک تیم فوتبال سابق بلیزی است که در لیگ برتر فوتبال بلیز شرکت کرده است.